# Savaria

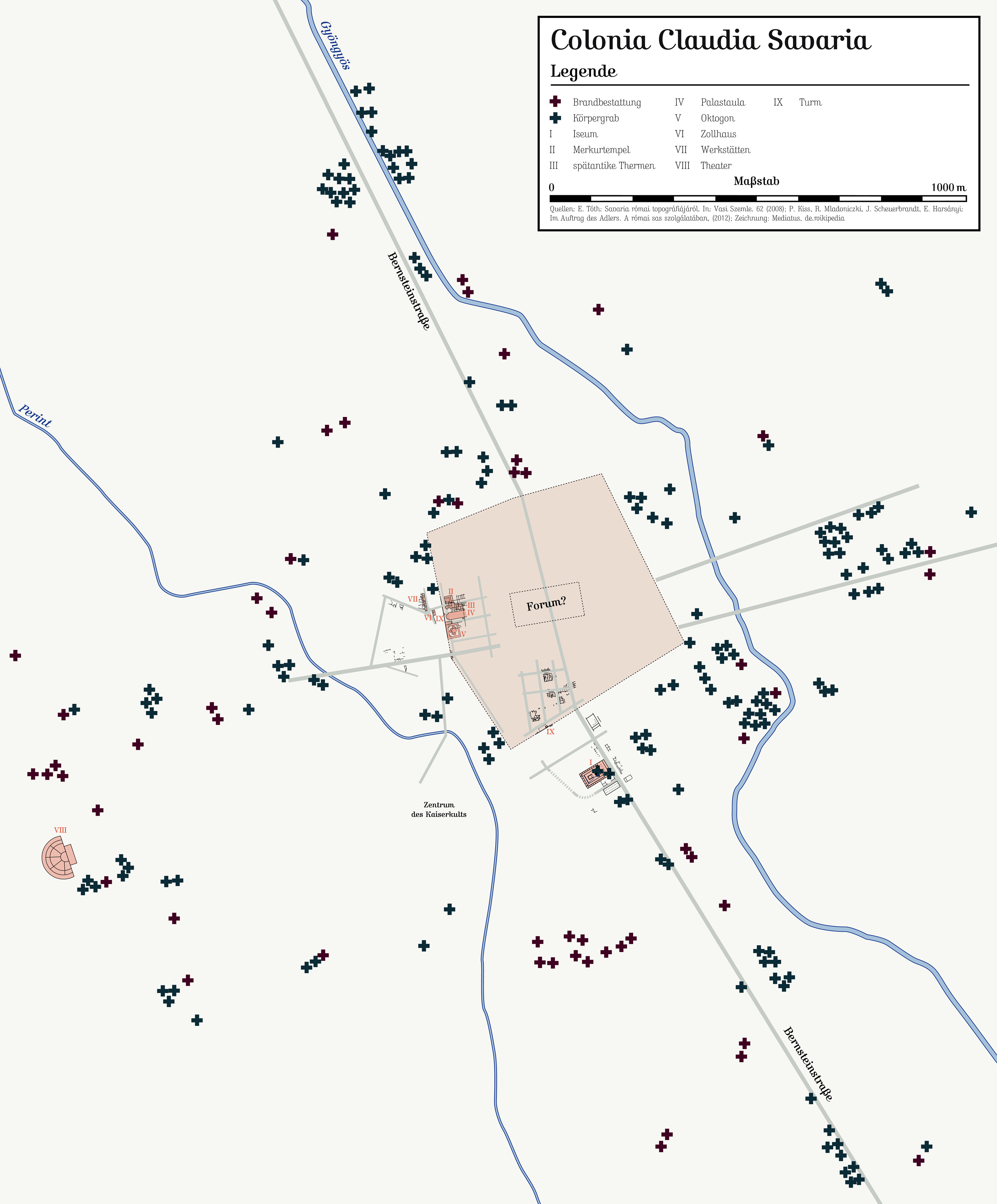
Savaria alaprajza és ismert lelőhelyei

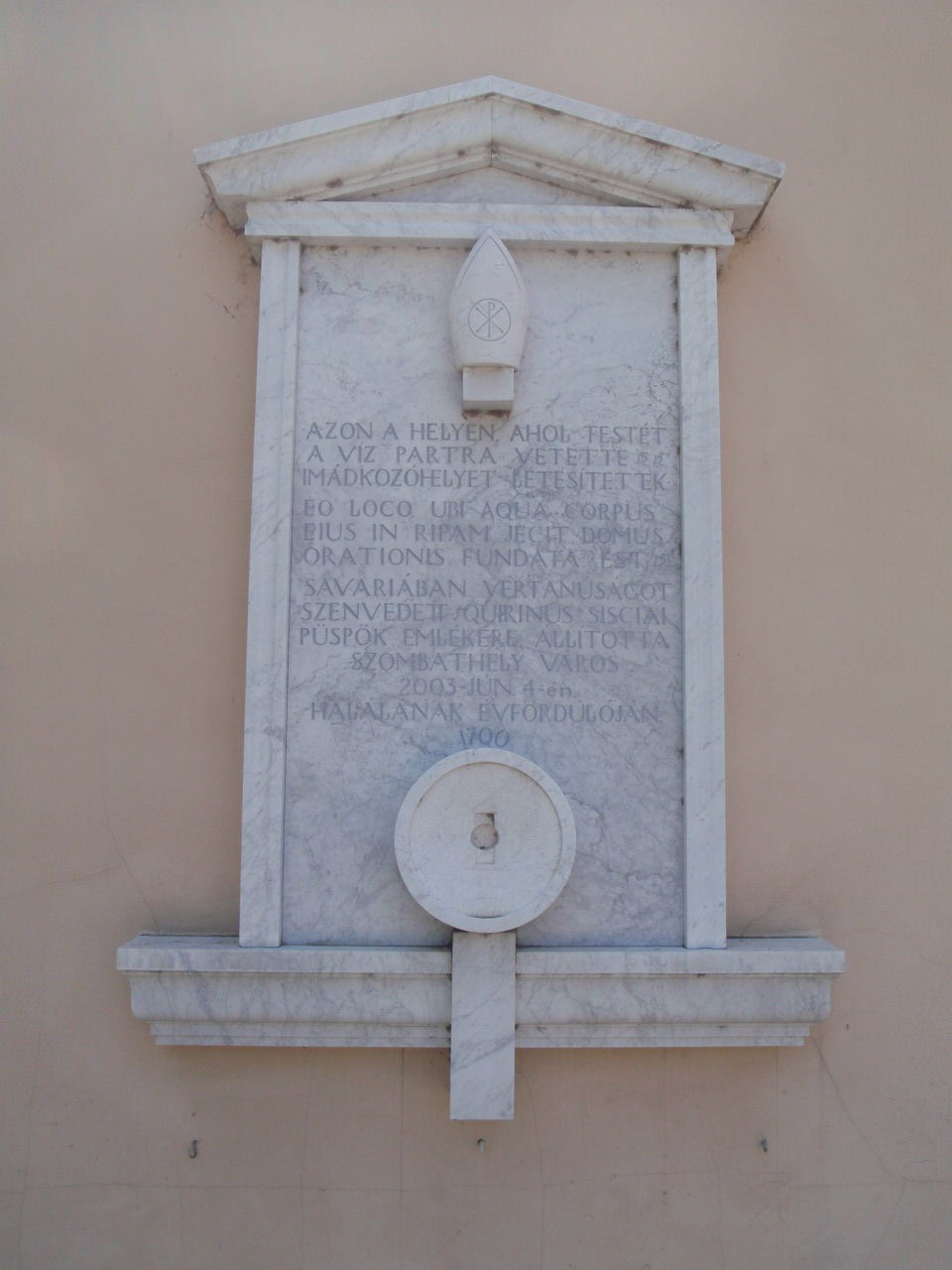
Szent Quirinus püspök emléktáblája halálának 1700. évfordulójára az Óperint utcában

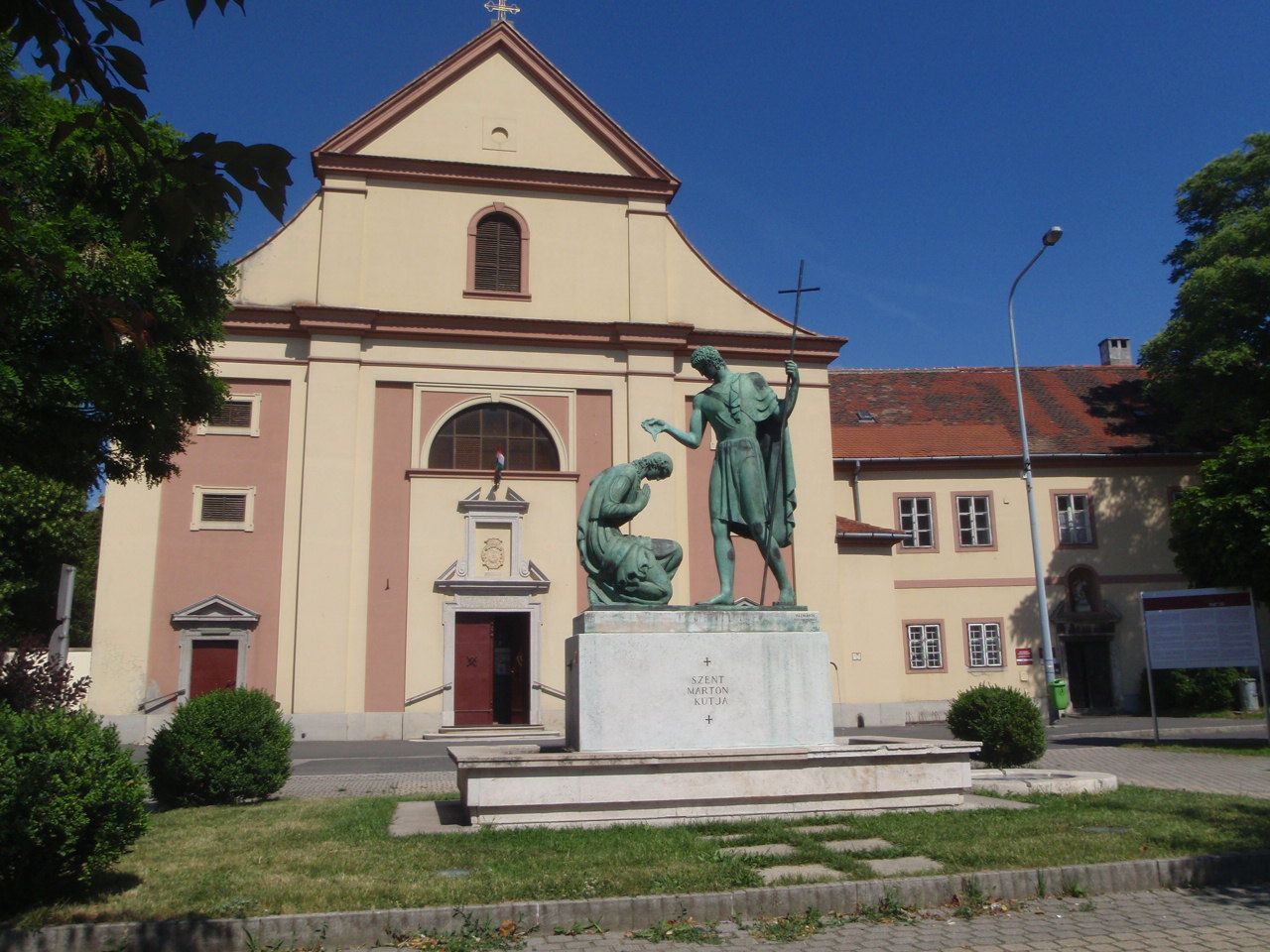
A város szülöttjének, Szent Mártonnak az emlékére emelt kút

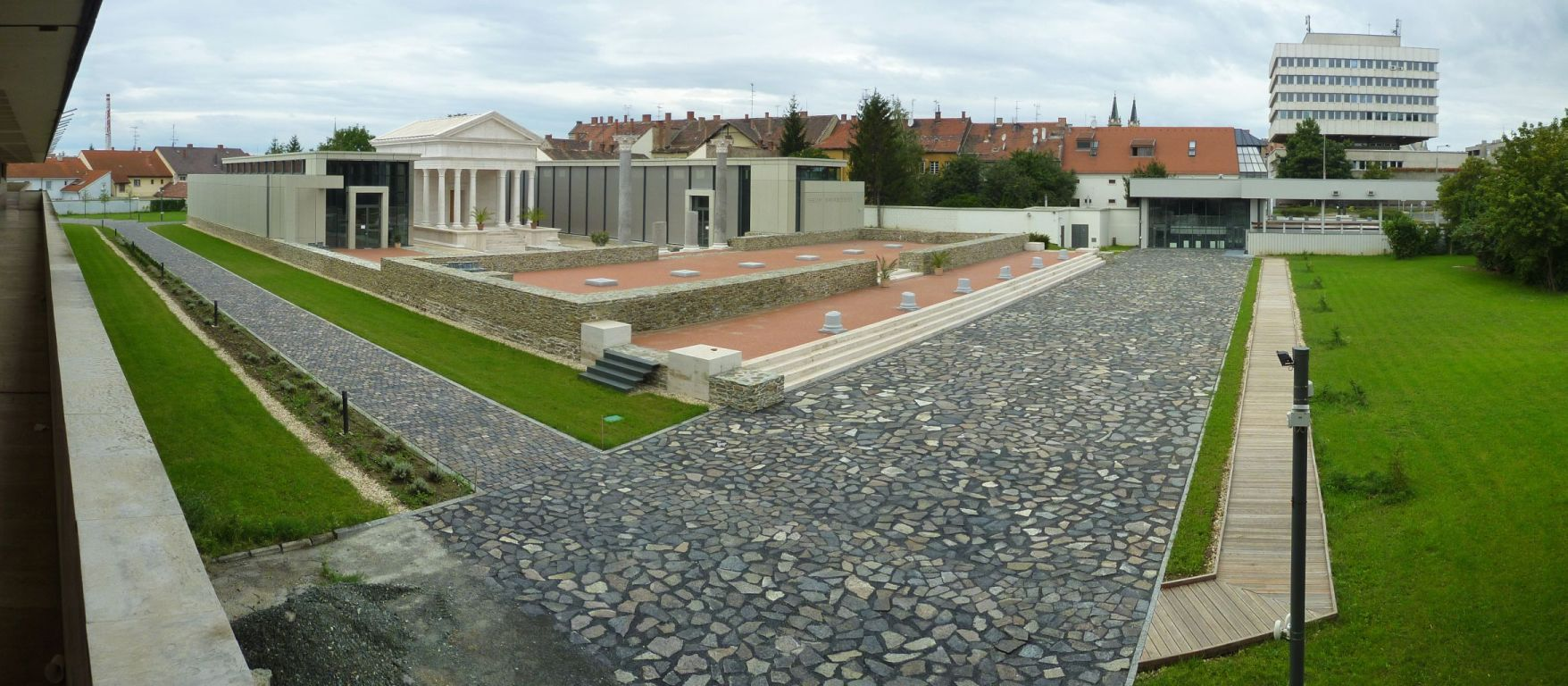
Az Ízisz-szentélykerület és a Borostyánút helyreállított szakasza

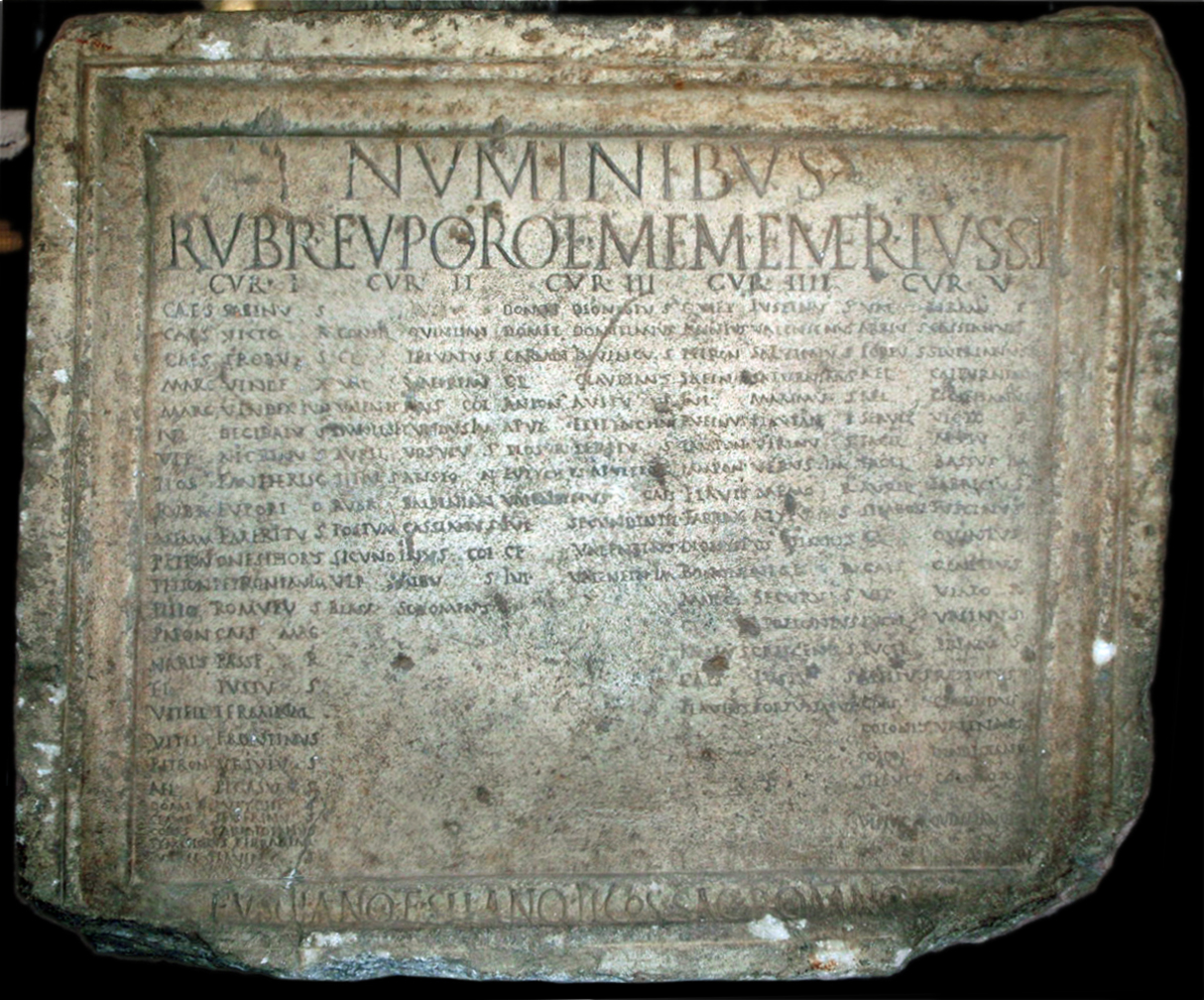
A város polgárainak névjegyzéke – kőtábla a Városháza építése során került elő, látogatható a Városháza aulájában

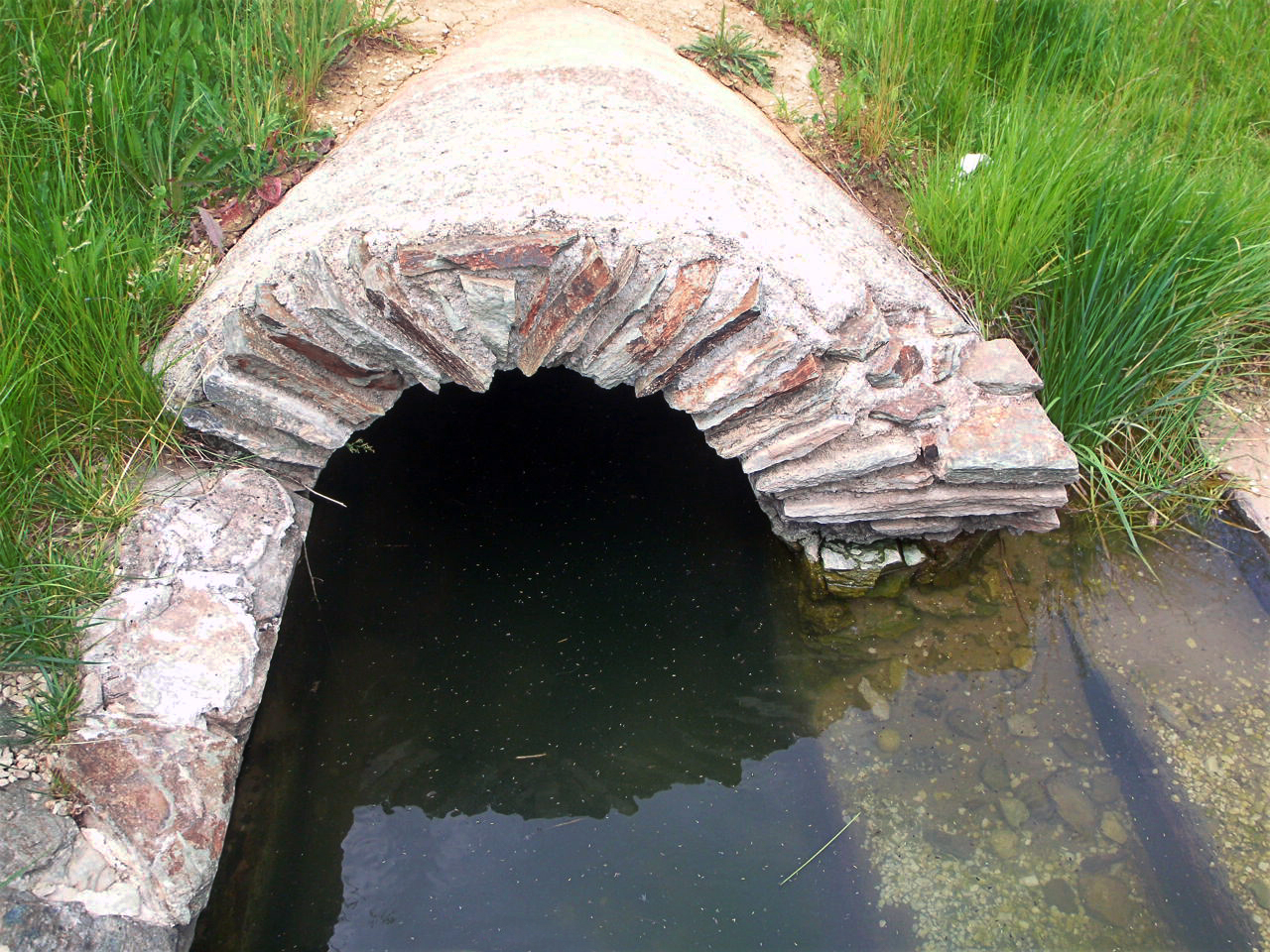
A vízvezeték helyreállított darabja Bucsu közelében

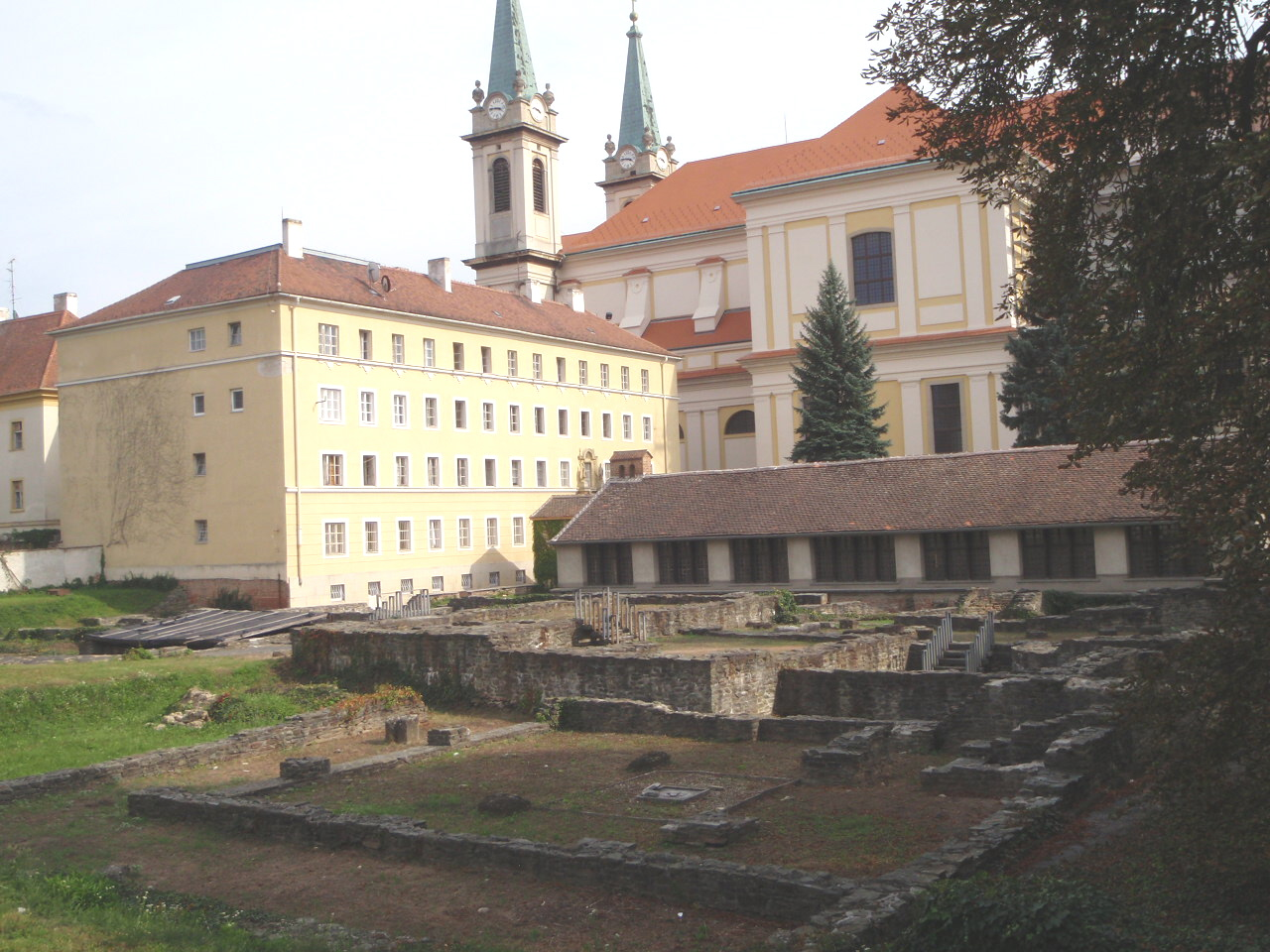
A Romkert háttérben a Székesegyházzal

Savaria (későbbi nyelvhasználat szerint Sabaria) Szombathely római kori elődje, a borostyánút egyik állomása, a mai Magyarország területén lévő legkorábbi colonia, azaz városi rangú római kori település volt. A 2. századtól Pannonia superior tartomány vallási központja, később Pannonia Prima tartomány székhelye lett. Szent Márton tours-i püspök szülővárosa. A népvándorlás idején pusztult el.

## Nevének eredete
Nevét a Gyöngyös patak latin neve, a Sibaris után kapta. A császárkori névalak később Sabariára változott.
Más források a délnyugati kapcsolatokra, illetve az emonai kereskedőkre utalva a Savus folyónévre asszociáltak a név eredetét illetően.

## Története
Szombathely területe ősidők óta lakott, amit az itt előkerült kő- és csonteszközök is bizonyítanak. A rómaiakat megelőző kelta időkben, a késő vaskor idején (i.e. IV-I. sz.) eraviszkuszok és bój törzsek éltek ezen a vidéken, de jelentősebb összefüggő őslakos település nem volt itt. A város területének a Pannónián átvezető fő kereskedelmi útvonal, a Borostyánút melletti fekvése arra ösztönözte a rómaiakat, hogy itt előbb ló- és kocsiváltó helyet, majd várost építsenek. Az ókori város déli peremén előkerült egy római kori mérföldkő, mely szerint Rómától mért távolsága 675 milum (kb. 1000 km). Az első épületek a tervezett várostól délre, a későbbi Iseum környékén álltak. A település a katonák és kereskedők folyamatos letelepedése folytán egyre növekedett, de igazi várossá csak akkor fejlődött, amikor – Plinius leírása alapján – Kr. u. 43-ban Claudius császár colonia rangra emelte.

„Noricummal határos a Pelso-tó, a boiusok pusztasága, ahol az isteni Claudius Savaria coloniáját s Iulia Scarbantia városát már lakják... (Plinius: Naturalis Historia)”

 Neve ettől kezdve Colonia Claudia Savariensum (Savariaiak claudiusi kolóniája) lett. A colonia alapítása a római szokások szerint ünnepélyes keretek között a császár megbizottjának irányításával ment végbe. Kijelölték a város szimbolikus határát, a kapuk helyét, az egymásra merőlegesen elhelyezkedő főutcák irányát. Egyidőben megszervezték a közigazgatást és meghatározták a coloniához tartozó földterület (territórium) kiterjedését is. A római városok belügyeiket és a territóriumukon élő lakosok ügyeit általában függetlenül intézték. Savaria, colonia rangú város volt, melynek szabad polgárai római polgárjoggal is rendelkeztek. A rómaiak az új alapítású coloniákkal a mediterrán városépítő kultúrát terjesztették azokon a területeken, melyeket Róma a hódítások során a birodalom vérkeringésébe bekapcsolt. A város elhelyezése is jellegzetesen a Földközi-tenger környékén kialakított várostelepülési elveket követi, mely még a görög Hippodamosz nevéhez fűződik. Nagy hegység, az Alpok keleti lábának nyúlványainál, a sík területen fekszik, de ugyanakkor a síkság pereme itt még kissé lejt kelet felé. A mediterrán városépítési elveknek megfelelően erre azért is szükség volt, mert a csatornahálózat lejtését is biztosította, és nagyobb vízbőség esetén a vizek hamarabb elhagyták a települést és környékét. Az új várost észak-dél irányban átszelő Sibaris (Gyöngyös-patak, más forrás szerint a Perint-patak) az ivóvíz kivételével a vízellátást biztosította, s a kisebb manufaktúrák – így cserép-, fémöntő- és kovácsipar – részére a szükséges vizet szolgáltatta. A város élén a városi tanács, az ordo decurionum, a decuriók (tanácsnokok) rendje állt. Savaria kezdetben Noricum tartományhoz tartozhatott, s csak Vespasianus idején kerülhetett át Pannónia provinciába.
A város első lakói részben emonai kereskedők lehettek. A lakosság népi összetételének, Észak-Itáliával való szoros kapcsolatainak megfelelően alakult a város kulturális arculata is, amely ellentétben sok pannóniai településsel (pl. Aquincum) kifejezetten itáliai színezetű. A város lakói főként a carnuntumi és aquincumi legiók, pl. a legio XV Apollinaris kiszolgált katonái (veteranusok) és azok családtagjai voltak. Savaria lakói a származásukat tekintve tehát az i. sz. I. században leginkább italikus eredetű (milánói, faenzai, veronai, aquileiai) veteranokból, kereskedő-iparosokból állt, de a birodalom romanizált tartományaiból is érkeztek (Dél-Gallia, Dalmatia), sőt az i. sz. II. századtól szíriai származású kiszolgált katonák és kereskedők is letelepedtek a városban, illetve territoriumán. A markomann háborúk után betelepített népesség más elemei is feltűntek a városban, de az italikus eredetű népesség számbeli túlsúlya az i. sz. III. század második feléig megmaradt. A megélhetés alapjául a rabszolgákkal műveltetett földbirtok, valamint a kereskedelmi és ipari tevékenység szolgált. A colonia irányítása az i. sz. I-II. században teljesen az italikus telepesek kezében volt – a nyugat-pannóniai bennszülött lakosság sohasem tudott különösebb szerephez jutni, mely elsősorban azzal magyarázható, hogy a colonia lakatlan területen jött létre, nem volt őslakos telep előzménye. Ez a sajátos helyzet nagy fontossággal bír a város kulturális fejlődésére, művészeti és vallási szempontból egyaránt. A kelta bennszülött lakosság felső rétegei római polgárnőket vettek feleségül így tulajdonképpen romanizálódtak. Mint római jogú város polgárai, Savaria lakói a római polgárok teljes körű jogait élvezték, a város fokozatos virágzása az egész környék fejlődésére jótékonyan hatott. Nerva előbb felmentette a polgárokat az adózás alól, Traianus pedig lándzsás légiót alapított az itteniekből. A város környékén lévő földet felosztották a veteránok között úgy, hogy a viszálykodás elkerülése végett pontosan kimért parcellákat kaptak. A veteranus, katonai rangjától függően – a birtok nagysága elérhette az 500 iugerumot (kb, 250 kh.) is. A megművelésre rabszolgákat és felszabadított rabszolgákat (libertusokat) alkalmaztak.
Az alapítást követően gyors fejlődésnek indult a város. Jelentősége az i. sz. I. század 70-es éveitől emelkedett. A virágkorát a Flavius-dinasztia uralkodásától számíthatjuk. Miután Pannóniát megszervezték, kijelölték a császártisztelet központját is Savariában. Itt állt az Ara Augustorum provinciae Pannoniae Superioris azaz a császárok kultuszának pannóniai oltára. Itt tartották évenként a helytartó elnökletével a tartományi gyűléseket (conciliumokat), a kultusszal kapcsolatos teendőkön kívül a tartomány ügyes-bajos dolgaival is foglalkoztak. A császárkultusz főpapjának tisztsége a legelőkelőbb tartományi tisztség volt. A város előkelő colonia rangjával és fontos kultikus jelentőségével magyarázható Domitianus császár különös figyelme a város szépítésére. Valószínűleg már i. sz. 82-ben megkezdődött egy monumentális capitoliumi templom építése. A minden bizonnyal ragyogó kiállítású épületből csak töredékek és a capitoliumi istenhármasság (trias): Juppiter, Minerva és Juno szobrainak torzói maradtak ránk. Hasonló monumentális méretű capitoliumi trias szobor töredékek Sopronból került elő, de művészi szempontból a savariait illeti az elsőség, mivel ezeket a szobrokat valószínűleg észak-itáliai mesterek alkották.
A város Felső-Pannónia (Pannonia Superior) vallási központja lett (a helytartó továbbra is Carnuntumban volt), császári/helytartói palotája, fürdője, amfiteátruma épült. Savaria központi szerepének köszönhetően több római császárt is vendégül látott falai között, konkrét említés maradt fenn Domitianus (CIL III 4176 felirat), I. Constantinus, II. Constantinus és Valentinianus (Ammianus) látogatásáról. Aurelius Victor római történetíró véleménye, miszerint Septimius Severust itt és nem Carnuntumban kiáltották ki császárrá, valószínűtlen, ugyanis Savariában nem volt legio, aki császárrá kiáltsa ki. A római császárok közül Valens és Gratianus még rendeletek is adott ki Savariaban.
Az idők folyamán a lakosság cserélődött, balkáni és keletről jött emberek érkeztek Pannóniába. Az új lakosok között sok volt a keresztény. A kereszténység terjedése elérte Savariát is, és a városban az egyik legnépesebb keresztény közösség alakult ki. Vélhetően az itteni keresztények elrettentését szolgálta 303-ban Szent Quirinus sisciai püspök kivégzése, akit itt dobtak a megáradt Sibaris-patakba, malomkővel a nyakában.
Itt szenvedett vértanúhalált két társával Szent Rutilus, Szent Iréneusz és sok más keresztény is, akiknek nevét nem jegyezte fel a történelem. A keresztényüldözéseknek Nagy Konstantin császár hatalomra jutása vetett véget, aki a szarmaták elleni hadjárata során 356-ban hosszabb ideig időzött Savariában. Itt született az ókori Európa egyik nagy szentje, Szent Márton, aki később a galliai Tours püspöke lett.
Diocletianus császár uralkodása alatt átszervezte a provincia közigazgatását és Savariát Pannonia Prima tartomány fővárosává tette. Az i. sz. III. század végétől a tartományi helytartó: a praeses székhelye. Itt működött a tartomány kincstári elöljárója és innen irányították a tartomány területén lévő császári erdőgazdaságok kezelését is. Ez az időszak a város ókori virágzásának tetőpontja, népessége jelentősen megnőtt, nagyszabású középületek, hivatali épületek, közfürdők, színházak, templomok, bazilikák épültek, melyek közül kiemelkedik a Szent Quirinus bazilika és a pompás császári palota és a monumentális császári fürdőház.
Valentinianus császár halála után 377-ben a "barbárok" kezdték elözönleni Pannóniát, Macrinus, a tartomány prefektusa saját seregének feláldozásával sem tudta megakadályozni a hunok és a velük szövetséges népek hódítását, de a falakkal körülkerített város még ellenállt a népvándorlás özönének. A várost a hagyomány szerint csak Attila hun király tudta elfoglalni 441-445 között. A hunok pusztítását a 456-ban bekövetkezett földrengés tetőzte be, amely nagy károkat okozott a városban. Lakói a helyőrség feladását követően valószínűleg Itáliába menekültek. Neve utoljára 791-ben és 805-ben tűnik fel.

## Leírása

### Városközpont és utak
A római kori városmagot fal vette körül. A mai Petőfi Sándor utca vonala mentén volt az északi határfal. Ennek kapuján keresztül vezetett a Borostyánút Scarbantia irányába. A kapu a Paragvári úttól keletre állhatott. A városfal nyugati oldala nagyjából a mai Ady tér-Romker-Hollán Ernő-Kiskar utca vonalában húzódott. A püspöki iskola kertjében van a nyugati városkapu. A belváros dél-nyugati részében, a Kossuth Lajos utca 22-24. számú házak alatt találták meg az 1997-1998-as feltárások során a római saroktorony maradványait. A déli városfal a Kossuth Lajos utca-Thököly utca vonalában húzódott. A déli városkapu a mai városháza közelében állhatott. A védmű keleti falának nyomai nagyjából a mai Király utca vonalában, a belváros felé eső házak alatt lehetnek. Ezen a városfalon belül, a derékszögű utcahálózatot a Borostyánútból nyugat felé leágazó utca törte meg, ennek egy szakasza a Romkertben ma is látható. A római városok rendszerükben mintaképüket, Rómát utánozták. A provinciális székhelyen, Savariaban is a Forum volt a vallási élet, a törvénykezés és a gazdasági élet központja. A Forum a város közepén helyezkedetett el. Sajnos, többek között a beépítettség miatt is, eddig csak részleteiben sikerült feltárni. Itt, a Forumon állott a római uralom egyik fontos szimbóluma a Capitoliumi Triász temploma és a helytartói palota is. A templom a jelenlegi Püspöki palota helyén és a mögötte elterülő területszakaszon állhatott. A megyeháza helyén és előtti tér alatt, a Forum oldalát lezáró római fürdő épülete állt. Lakóépületek maradványaira a Fő-téri foghíjban, a Kőszegi utcában és a Ferences kert területén találtak a régészek. A kutatók feltételezik, hogy a jelenlegi városháza épülete alatt is egy nagyobb vallási épület alapjai lehetnek. Savaria útjait a többi római kori nagyvároséhoz hasonlóan már bazaltkövek borították, a fő úthálózat alatt csatorna vezetett. Savaria fontos közlekedési csomópont is volt. A már említett észak-dél irányú nagy forgalmú kereskedelmi útvonalat a Borostyánútat itt keresztezték más fontos pannóniai útak. Innen ágazott el keleti irányba a Sopianae felé vezető út, mely a Balaton érintésével haladt dél felé és innen ágazott el az északkelet felé vezető útvonal Arrabona, Aquincum, illetve a dunamelletti úgynevezett limes-út irányába.

### A városfalon kívüli peremkerületek
Békés korszakokban a város a városfalon kívül terjeszkedett, a sűrűbben lakott elővárosok irányába. A déli városfal közelében állt az Isis-szentély (Iseum), amely a forum és a palota után a város legnagyobb épülete volt, méretében vetekedett a római Ízisz-szentéllyel. A területen feltárt legkorábbi vályogépület Kr. u. 70-80 körül épült. Ekkor itt, ezen a környéken komoly ipari műhelynegyed működött, azon a részen, ahol a Poetovio irányából a Borostyánút bevezetett a városba. Isis templomát 188-ban Commodus császár uralkodása idején kezdték építeni, miután a várost jelentősen megnagyobbították. A templom építése messze meghaladta a város lehetőségeit, valószínűleg központi segítséggel készülhetett el, erre utal a gránit oszlopok kis-ázsiai eredete is. A márvány főhomlokzat a 3. századi átépítéskor készült. Kiemelt jelentőségére utal nem csak impozáns mérete, hanem a kövek megmunkálása is, hiszen az akkoriban szokásos – olcsóbb – megoldás, a homlokzatra erősített dombormű helyett magukba az építőkövekbe faragták a domborműveket. A szentély melletti további szentélyek (a hozzáépült Magna Mater-Kybele, az út túloldalán álló Iupiter Dolichenus és még egy ismeretlen rendeltetésű szentély) Poetovióhoz és Carnuntumhoz hasonlóan kiterjedt szentélykörzetre utalnak. A 4. században aztán a kereszténység terjedésével a támogatóit vesztett szentélyt lebontották, anyagát elhordták, helyén keresztény temető létesült. A kiterjedt szent kerület területén többfelé vallási épület is állt. A közelben, a Thököly utca-Kiskar utca-Kossuth Lajos utca által határolt területen, az ÉDÁSZ egykori székházának helyén 2008-ban a régészek Mithrász-szentély maradványait tárták fel, amely európai jelentőségű régészeti felfedezés. A nagyobbik helyiségben két fogadalmi Mithras-oltárkő, két falnál: ülőpadok kerültek elő. A Mithrász életének egyes jeleneteit szimbolizáló, az örök forrásnak és az isteni áthaladásnak szentelt oltárok, egy tolóajtóhoz tartozó, mészkő küszöbbel ellátott épület maradványaiból kerültek elő. A szentélyt még az i.sz. 4. században is használták, amely később leégett és összedőlt. A megmaradt omladékréteg alatt egy falfestmény darabjait is sikerült megtalálni. Ez az épületmaradvány hasonló vallástörténeti, kultúrtörténeti jelentőséggel bír, mint amikor korábban az Isis-szentély romjait felfedezték, ugyanis Mithrász-kultusz nyomait a régészek eddig Savaria környékén még nem találták meg.
A városból kivezető utak mentén temetők húzódtak. Savaria temetői a város alapításakor a körülszántott városhatáron (a pomerium-on) kívül kezdődtek. A várostól való távolságukat szabályozták. Később (3–4. század), amikor ezek a temetők megteltek és a szabad sírhelyek már túl nagy távolságba kerültek a várostól, a városfalakhoz közeli területeken is temetkeztek.
Keleten a városfal előtt az idők folyamán ókeresztény temető jött létre (a mai Szent Márton-templom környéke). (Egyes feltevések szerint a vértanú Szent Quirinus püspököt itt temették el, és sírja fölé építették a templomot. Járdányi Paulovics István 1939-ben végzett ásatásai is hitelesítették a IX. században már megépült templom korábbi, római kori alapfalait. A hagyomány szerint Szent Márton szülőháza állt a templom helyén. A szakértők nem zárják ki teljesen a Szent Mártonnal kapcsolatos hagyományokat sem, de a szülő- vagy lakóházat azért vitatják mert az I. századtól kezdve folyamatosan temető volt ezen a helyen.)
A Borostyánút északi irányba, Carnuntum felé vezető út mentén találták meg Savaria északi temetőjének részletét. A mai Szombathelyi Művészeti Szakgimnázium (a régi Egészségügyi Szakiskola) építése idején az alapozásakor 69 római sírt tártak fel. Az iskola közelében került elő a város legszebb feliratos emléke, Sempronius Marcellinus sírköve is. A római kori temetési rítus a császárkor első két évszázadában alapvetően a hamvasztás volt, de nem kizárólagos jelleggel. Az itt feltárt 110 sírból 99 hamvasztásos rítusú, 11 pedig földbe temetés (csontvázas sír). Savaria római korának négy évszázada, akár százezer sírt is hátrahagyhatott, amelynek kevesebb mint egy százalékát ismerjük.
A nyugati városfalon kívül helyezkedett el a római kori város színháza és feltételezések szerint itt, a nyugati városrészben állt a hatalmas méretű tartományi fórum illetve az Ara Augustorum provinciae Pannoniae Superioris azaz a császárok kultuszának pannóniai oltára. A színházépület maradványai és néhány tárgyi lelet a mai Szent István park (Jókai park), pontosabban a Kálvária templom alatt, a domb oldalában bukkant elő. Már 1955-ben végeztek itt feltárásokat, de akkor nem sikerült teljesen bizonyítani az amfiteátrum meglétét. Korábban, még az 1880-as években is folytattak itt „kőbányászatot”. Az ókori színház köveit is építkezéseknél használták fel. A 2016-os feltárás során kváderkővek és egy nagyméretű mészkő hasábokkal burkolt támfal került a felszínre. Itt találták meg a Nemeszisz-oltárt is, ahol a gladiátorok imádkoztak, mielőtt a küzdőtérre léptek. A szakirodalomban vitatják, hogy színház (teátrum) vagy amfiteátrum lehetett-e az épület. A szakértők a jelenlegi feltárás alapján azt az álláspontot tartják valószínűnek, hogy egy Savaria méretű civil városban ez az épület egy úgynevezett teátrum-amfiteátrum volt. Tehát valószínű, hogy mindkét funkciót ellátta. A teátrumokra jellemző színházi előadások mellett az amfiteátrumi gladiátor- és egyéb állatviadalok is megrendezésre kerültek. A városi nagy összejöveteleket, gyűléseket is itt tartották. Valószínű, hogy Szent Quirinus püspököt is ezen a helyszínen, a város lakói előtt ítélték halálra. Szt. Quirinus Passiója szerint is ebben a színházban zajlottak az események. A területen az ásatás és feltárások nem fejeződtek még be.

### Gazdaság
A város gazdaságának alapját a kézművesség és a kereskedelem adta, termékei a provincia számos városából előkerültek. Több műhelyt (kőfaragóműhely, fazekasműhely, bronzöntőműhely, textilműhely stb.) sikerült feltárni. A mezőgazdasági termelés alapját a város körül felparcellázott földek adták, amelyeket a leszerelt légiósok között osztottak fel.

### Vízellátás, csatornák
Az antik város vízellátását a Kőszegi-hegységből érkező, 25 km hosszú vízvezetékkel oldották meg, amely nagyjából a mai Bozsok területéről indult és az Arany-patak völgyében futott le a városig. A jóízű forrásvizet nagyrészt föld alatti vezetékeken hozták el. Az északkelet-délnyugati irányú főcsatornában végig lehetett sétálni, s a kisebb csatornák keresztmetszete is 100 x 60 centiméter volt. A régész Türr Ervin 1953-as írásában a végpontot, a vízelosztó castellumot, a mai Bagolyvár (Nárai út-Brenner körút sarok) területére tette, ahol az 1920-as években olyan széles ”alagutat” találtak, hogy "két szekér is elfér benne egymás mellett". Tekintettel a 15-20 méteres szintkülönbségre, a víz a domboktól már föld feletti vezetéken juthatott a városba. Egy helyreállított szakasza látható a régi bucsui vasútállomás mellett, a 89-es főút kereszteződésénél. A 2008-as szombathelyi feltárások alkalmával előkerült, egy gyűjtőcsatorna maradványa, mely három méter széles, az alja mintegy öt méterre van a jelenlegi talajszinttől. Csatári kőből rakták ki a falait, habarcsot használtak kötőanyagnak, a tetejét boltívvel zárták le. A csatorna boltívét a 19. században téglával pótolták ki, a 20. században pedig betoncsövet vezettek benne végig. Azaz, az ókori építők olyan pontosan dolgozták ki a csatornahálózatot, hogy az az 1500 évvel későbbi igényeknek is megfelelt. A feltárt csatorna valószínűleg a Perintbe vezetett. A közelben egy pincét is feltártak. Ennek az a jelentősége, hogy Szombathely területén eddig még nem találtak az ókorból származó földalatti építményt. A pince fala rendkívül sima, látszik, hogy gondos kezek munkája, a vakolat jó része a mai napig tartja magát. A föld alatt volt, és a későbbi korokban nem háborgatták.

## Feltárása
1791-ben Schönvisner István írta meg elsőként a város történetét a tárgyi emlékek és írások alapján. Az első komolyabb ásatásokra csak az 1930-as években került sor, amikor Járdányi Paulovics István feltárta a mai Romkert területét.
Az Iseum létét – korábbi adatok alapján – Wessetzky Vilmos már 1953-ban felvetette egy előadásában, gránit oszlopai pedig ördögkövek néven régóta ismertek voltak, A lelet azonosítására az 1955-ben a Vas Megyei Tatarozó Vállalat raktár építésekor került sor, amikor a Thököly és Rákóczi utca sarkán egy faragott márványtömbre bukkantak. Pálinkás György felismerve a lelet jelentőségét a főmérnökkel egyetemben leállíttatta az építkezést. Ezt követően kezdődött a szentélykörzet 1955-61. között végzett részletes feltárása. Szentléleky Tihamér és Hajnóczi Gyula az ásatások után rekonstrukció keretében a fellelt maradványokat egy beton építményben a helyszínen felállították és az Iseum első rekonstrukciójaként azt 1963. szeptember 8-án át is adták. A négyoszlopos építmény a város jelképévé vált, amit négy évtized alatt az idő jelentősen kikezdett.
A helyszínen 2001-ben indult újra a kutatás. 2010-ben a város az Iseum felépítése mellett döntött, a korábbi jelképes építmény lebontásával eredeti helyén felépítették a templom feltételezett mását.
A városfalon belül általában 5-6 méter, a déli városkapun kívül helyenként 12 méter széles utakat a Ság hegy bazaltjával borították. A házak utcai frontját gyakran porticus alkotta. Egy ilyen porticus előtt állt a Fő téren feltárt mérföldkő, amely felirata miatt a rendkívül ritka leletek közé tartozik Italián kívül.
A vízvezeték egyes részeit fokozatosan találták meg az elmúlt száz évben. Bozsokon, Bucsun és Toronyban építkezések közben találták meg – és részben pusztították el – a részeit, Rohonc, Torony és Szombathely határában régészeti feltárások igazolták a már több évszázaddal korábban tudott tényt, hogy a várost boltozatos föld alatti vezetéken látták el vízzel. A városi elosztó gyűjtőmedencéjét 1851-ben építették be a Bagolyvár épületébe. A városban valószínűleg az utcákat szegélyező pillérsorok tetején folyt tovább. A szennyvízcsatorna egy szakaszát Sosztarits Ottó tárta fel a Fő téri OTP banképület építésekor.
A város körüli birtokok elrendezését először Mócsy András és Soproni Sándor, később Tóth Endre próbálta rekonstruálni. Nagyobb szabású eredményeket azonban csak a térinformatika alkalmazása hozott az 1990-es évektől: a kisebb maradványokat sikerült összefüggésbe hozni egymással, illetve igazolni azt is, hogy a mai, természetesnek tűnő folyómedrek – például a Gyöngyös-patak mai medre – hosszú szakaszokon egybeesnek a centuria-határokkal, egyes szakaszok mesterséges római csatornák.
További kutatások során igazolták, hogy a város eredeti faépületeit fokozatosan építették át kőépületekre, illetve a város környékén feltártak több villát.

## Emlékei

### Kiállítások
- A Savaria Múzeumban állandó kiállítás foglalkozik a város ókori történetével[17]
- Az újjáépült Iseum: a templom épületén kívül kiállítótér is épült, illetve a Borostyánút templom előtti szakasza is látható[18][19]
- A Járdányi Paulovics István Romkert (a székesegyház mögött): a császári palota, több utca, kézműves műhelyek, lakóházak és egy ókeresztény cella trichora[20][21]
- Útkereszteződés a Fő téri OTP bankfiók alatt[22]
- A vízvezeték egy szakasza a 89-es út bucsui leágazójánál.
- A MÁV szombathelyi, Széll Kálmán utcai igazgatósága alatt több évtizede feltárt római út maradványa található a pincében. Jelenleg még nem látogatható.[23]

### Egyéb emlékek
- A püspöki palota Sala Terrena termét idősebb Dorfmeister István festette ki Savaria romjainak látképeivel[24]

### Savaria Történelmi Karnevál
A város 2000 éves történetét megidéző történelmi karnevált az 1960-as években tartották meg először. Az esemény aztán rövid szünetet követően a millennium évében került megújításra és a római Pannónia Provincia székhelyének lakói többnapos rendezvény keretében hatalmas, színes históriás játékkal emlékeznek meg minden év augusztusában a városuk történetéről díszes történelmi kosztümökbe öltözve a római kortól az államalapításig. A karnevál a belváros mellett a Történelmi témapark, Iseum, romkert területére is kiterjed.

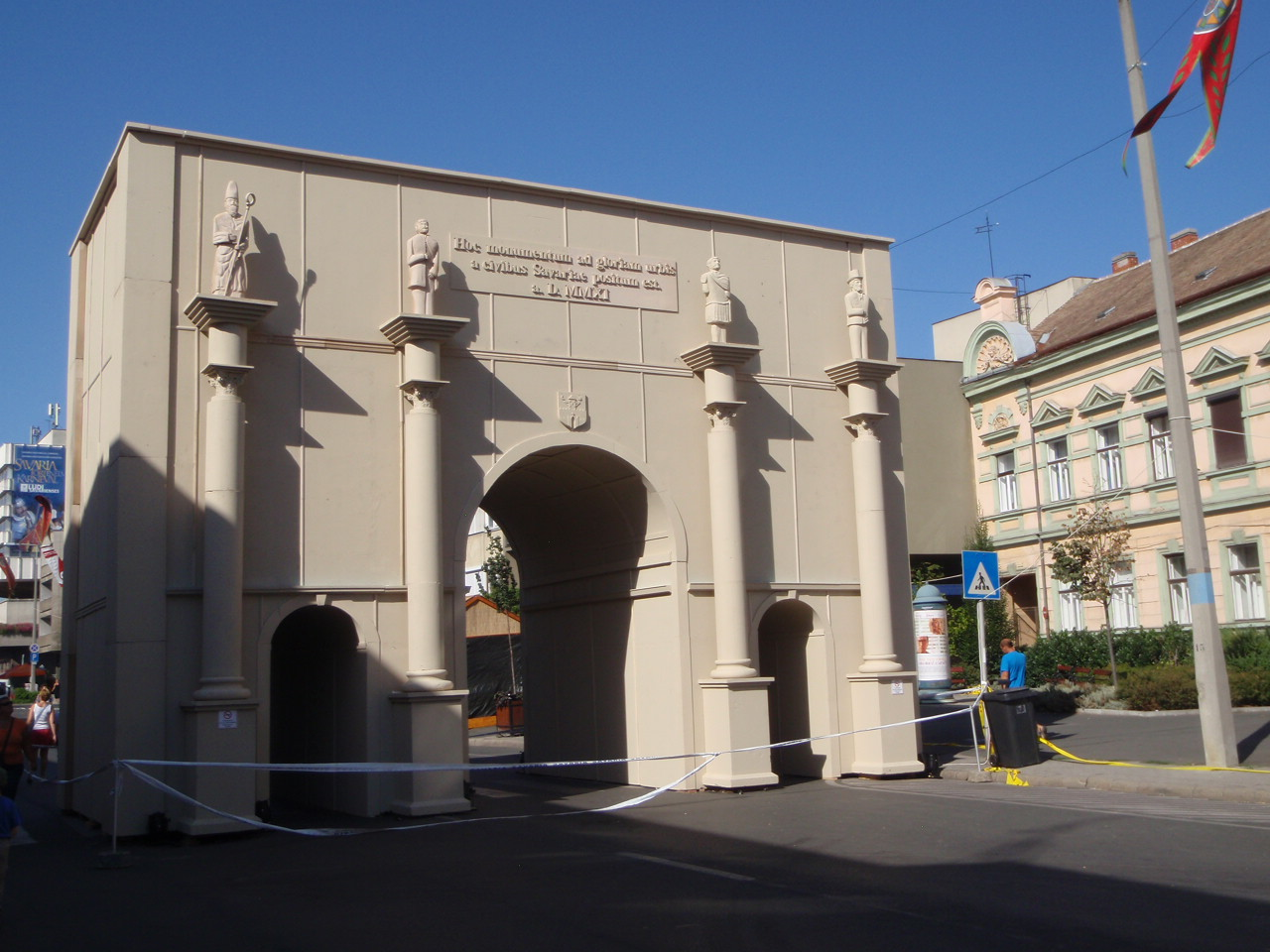
Diadalív a Thököly utcában 2012-ben,
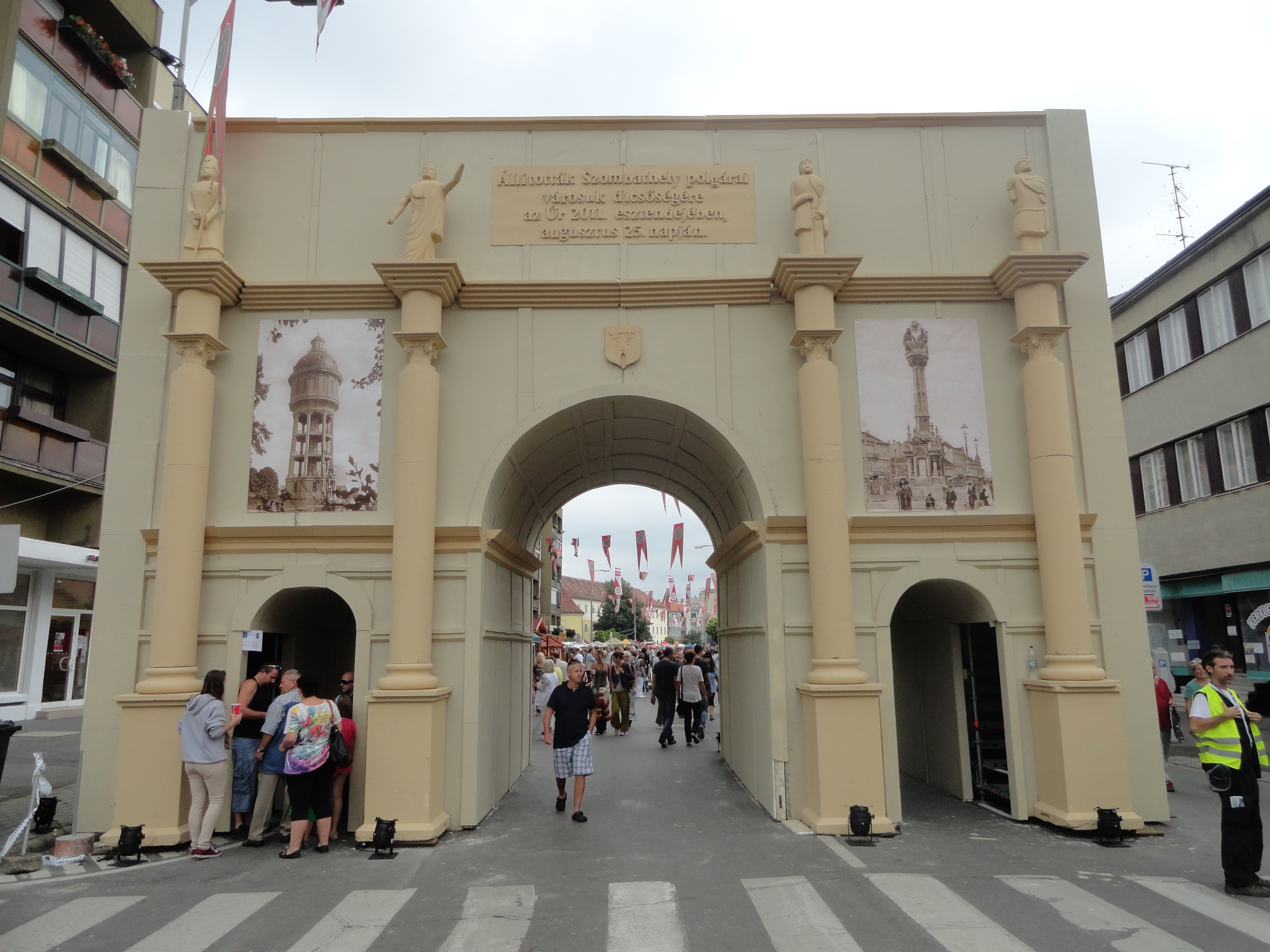
és 2014-ben.
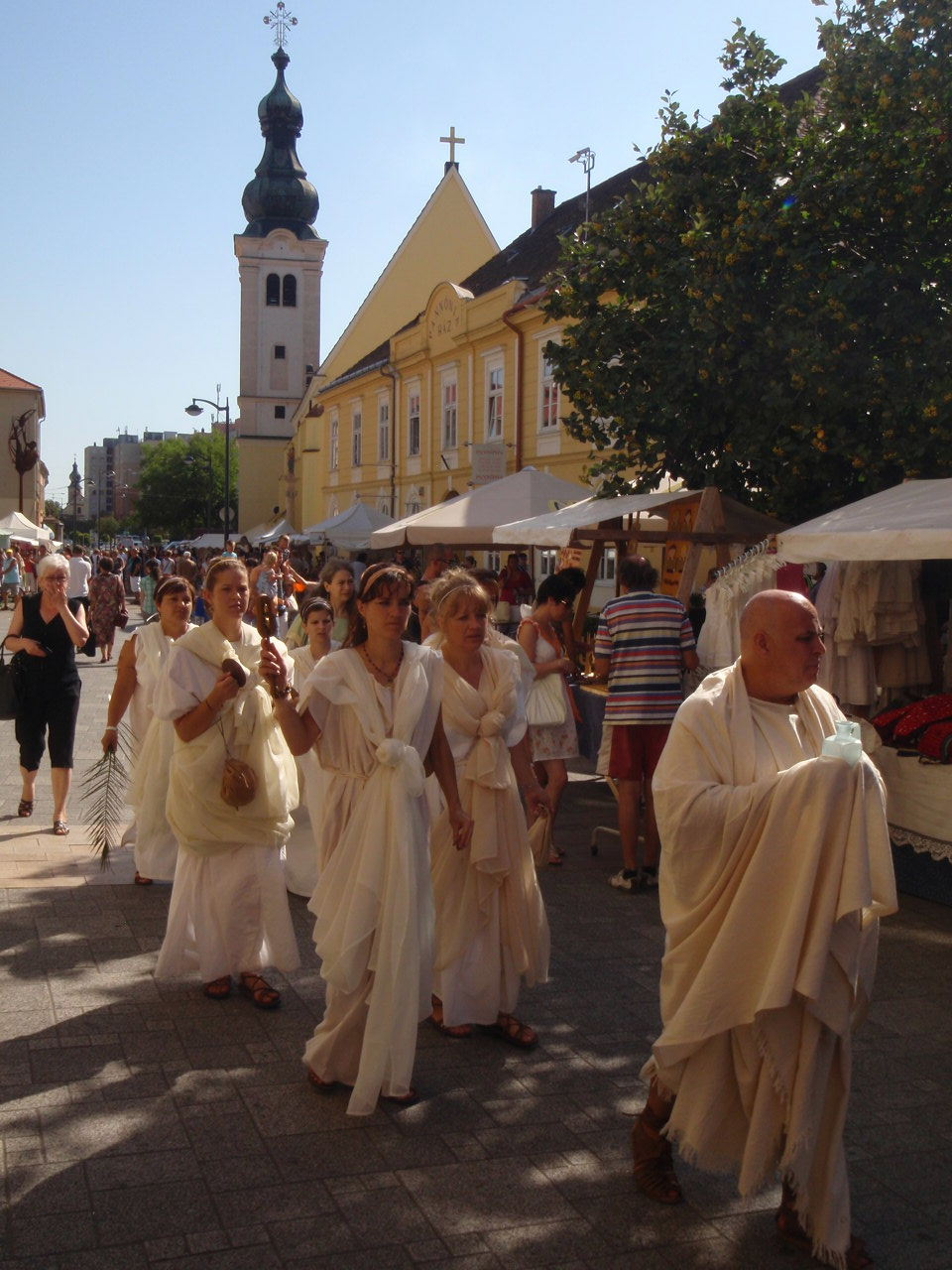
Vesta-szüzek bevonulása a Fő térre.
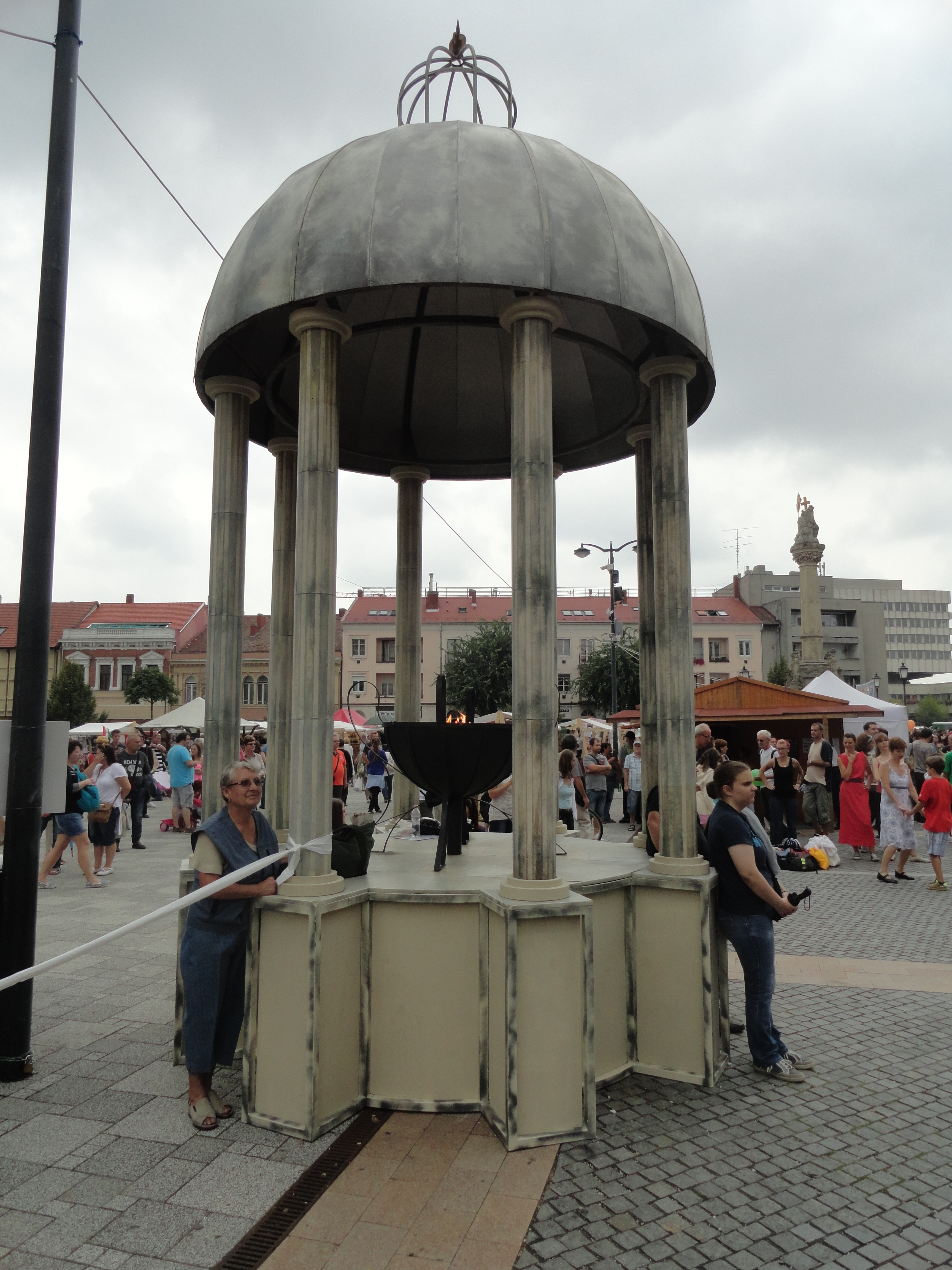
A Vesta-templom lángja a Főtéren.

### Névhasználat
A városban számos intézmény, rendezvény, sportegyesület és vállalkozás választotta nevéül a római név valamelyik alakját. Legfontosabbak: Sabaria Cipőgyár, Savaria Múzeum, Savaria TISZK, Savaria Szálló, Savaria Mozi, Savaria Közlekedési Szakképző Iskola és Kollégium, Savaria Történelmi Karnevál, Savaria Táncverseny, Savaria Szimfonikus Zenekar.

## Fotók

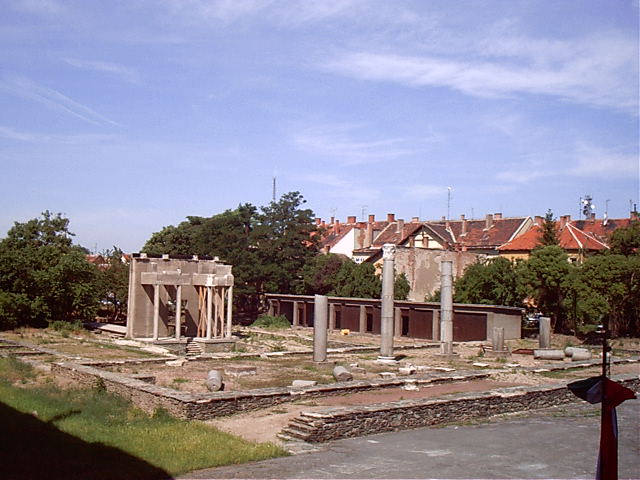
Az Isis templom romjai Szombathelyen, az 1963-as rekonstrukció után
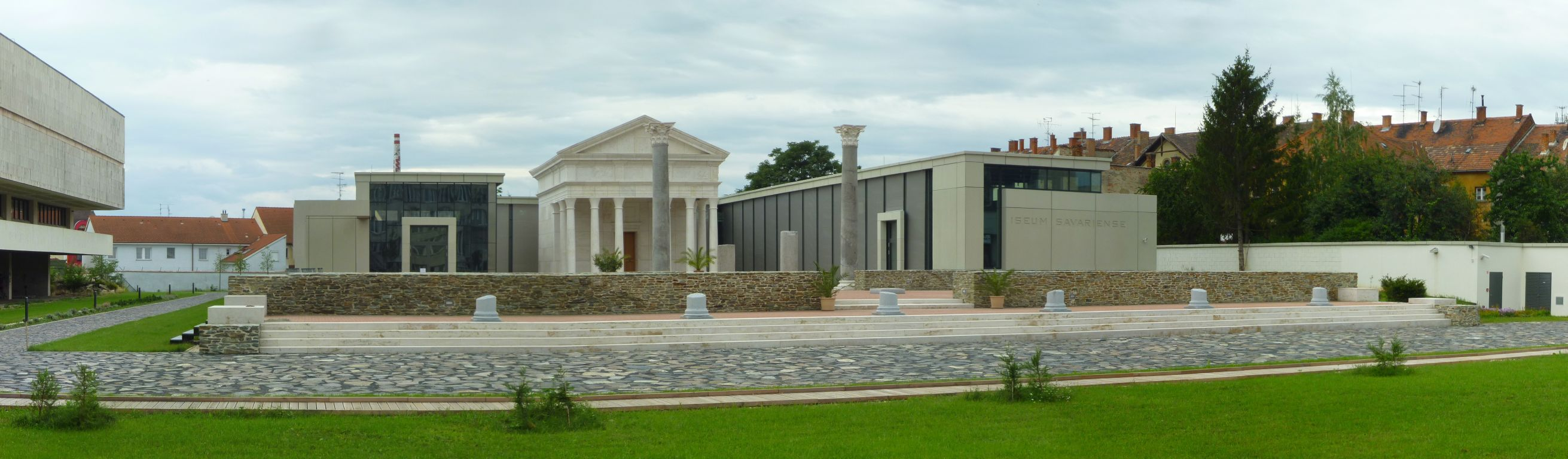
A szentélykerület (temenos) a 2010-es rekonstrukció után
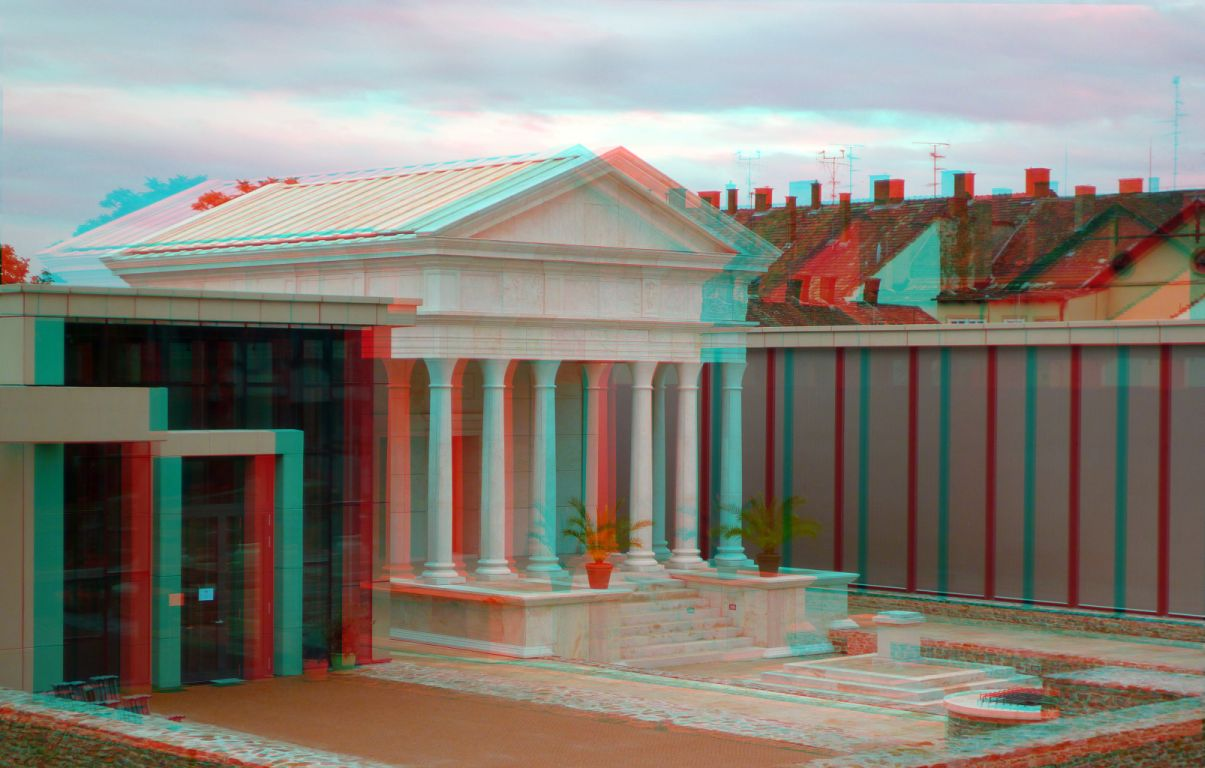
A templom anaglif képe
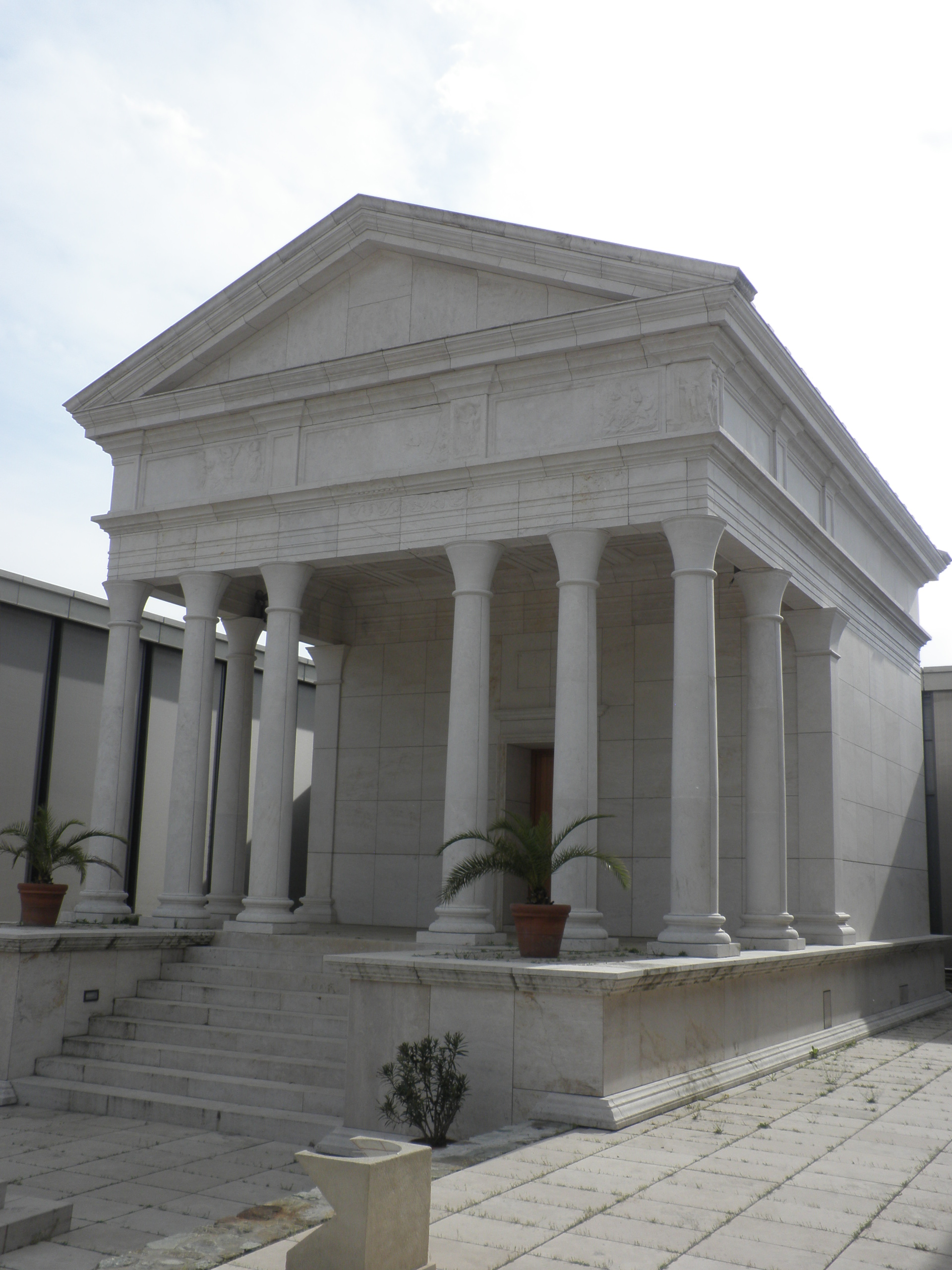
A szentély épülete
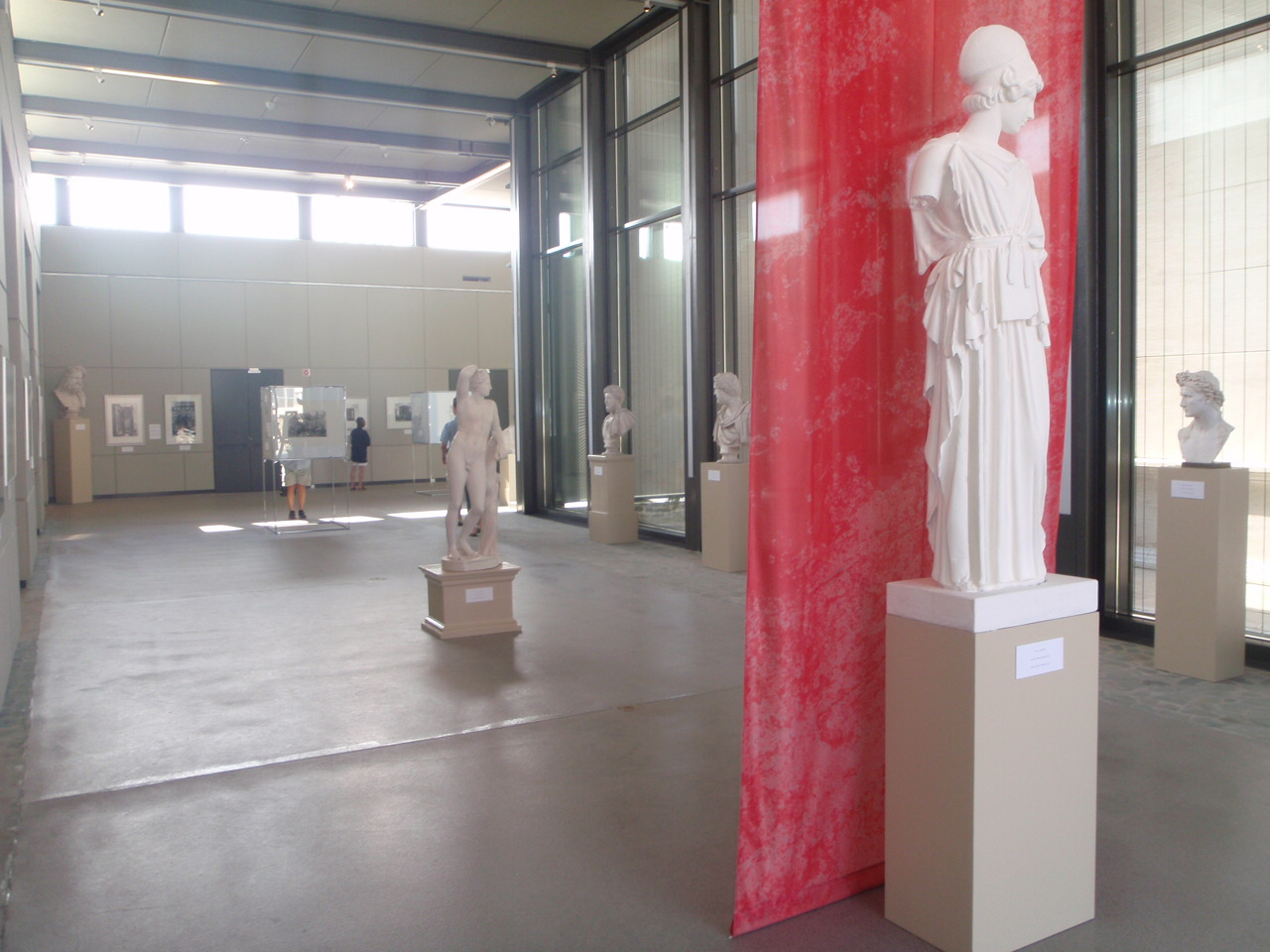
Az Iseum Savariense nyitó kiállítása
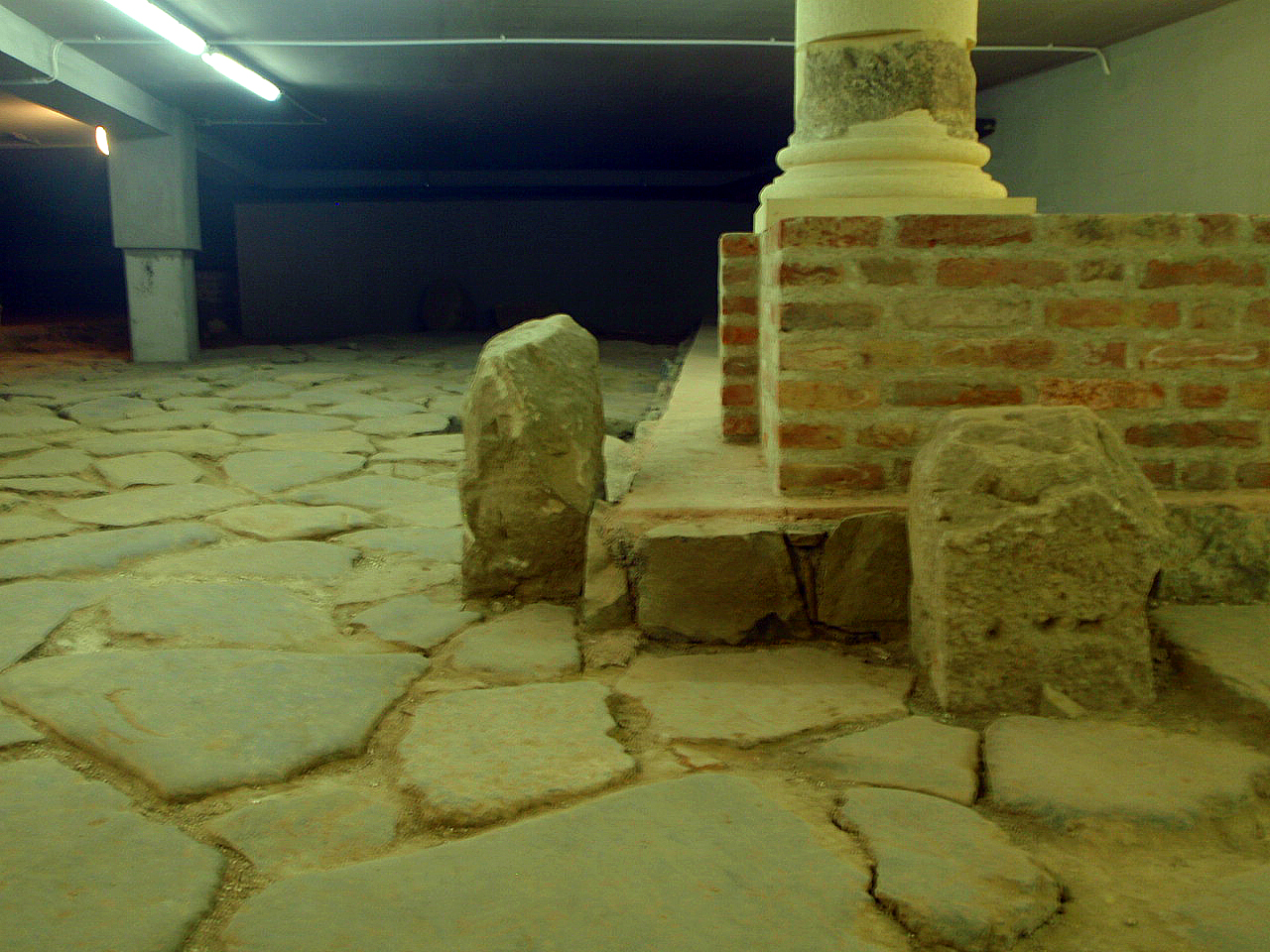
Borostyánút városi útkereszteződése a mai Fő tér alatt, megtekinthető az OTP bankfiókból
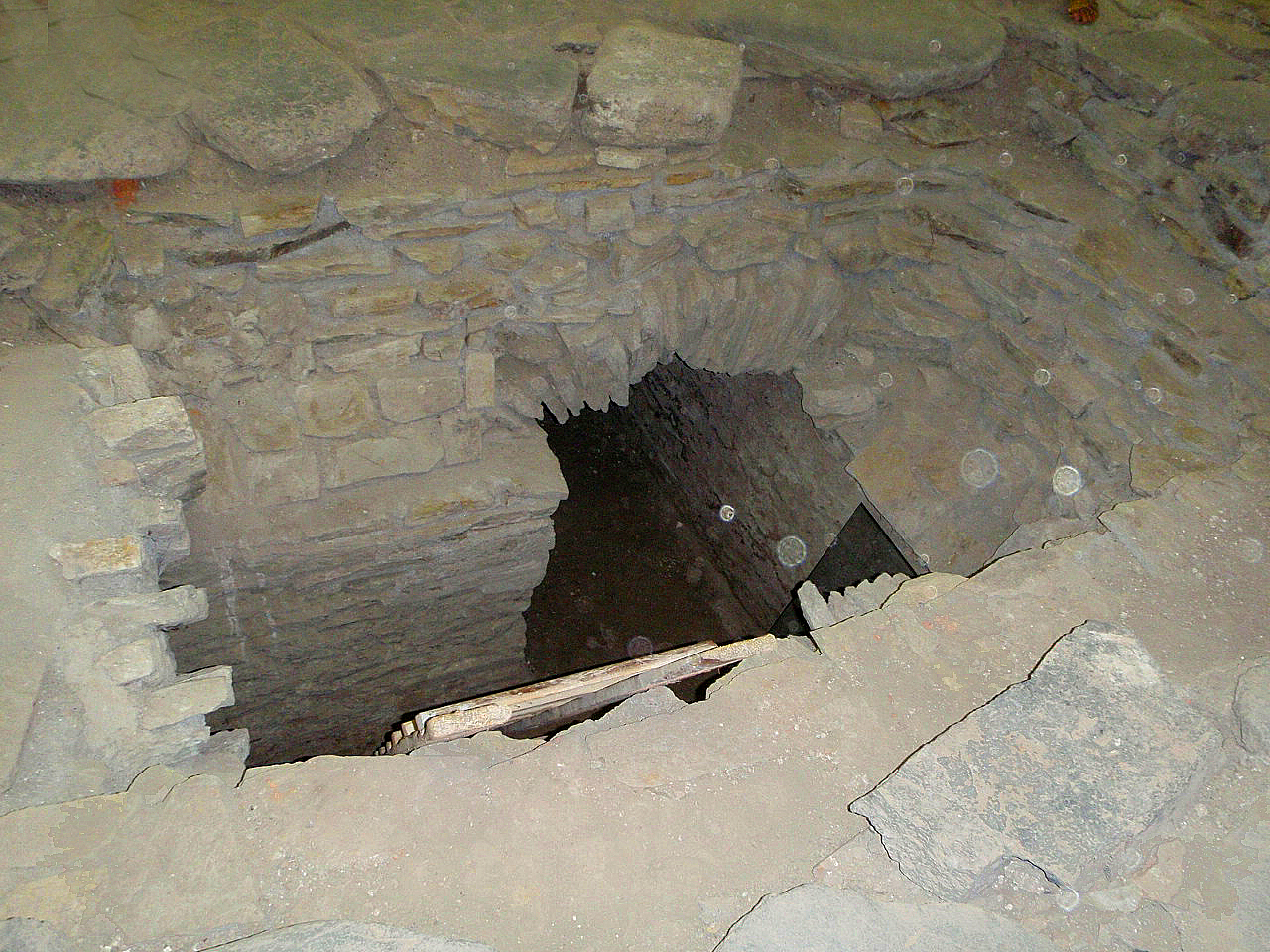
Városi csatorna a római úttal, a mai Fő tér alatt, megtekinthető az OTP Fő téri fiókjából
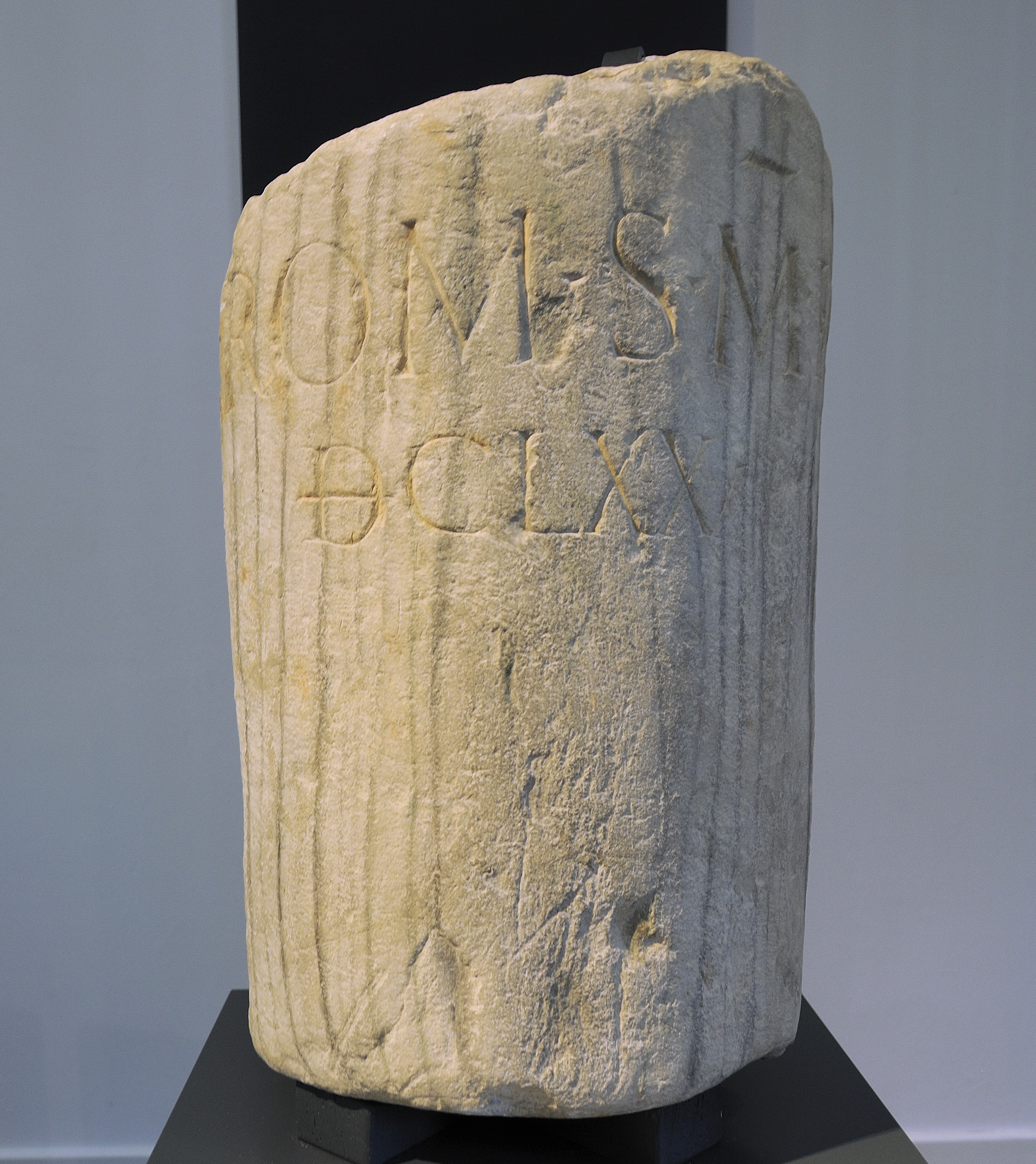
Az 1998-as mérföldkő a Borostyánkő út városfalon belüli szakaszáról (Római Múzeum Osterburken külön kiállításán)
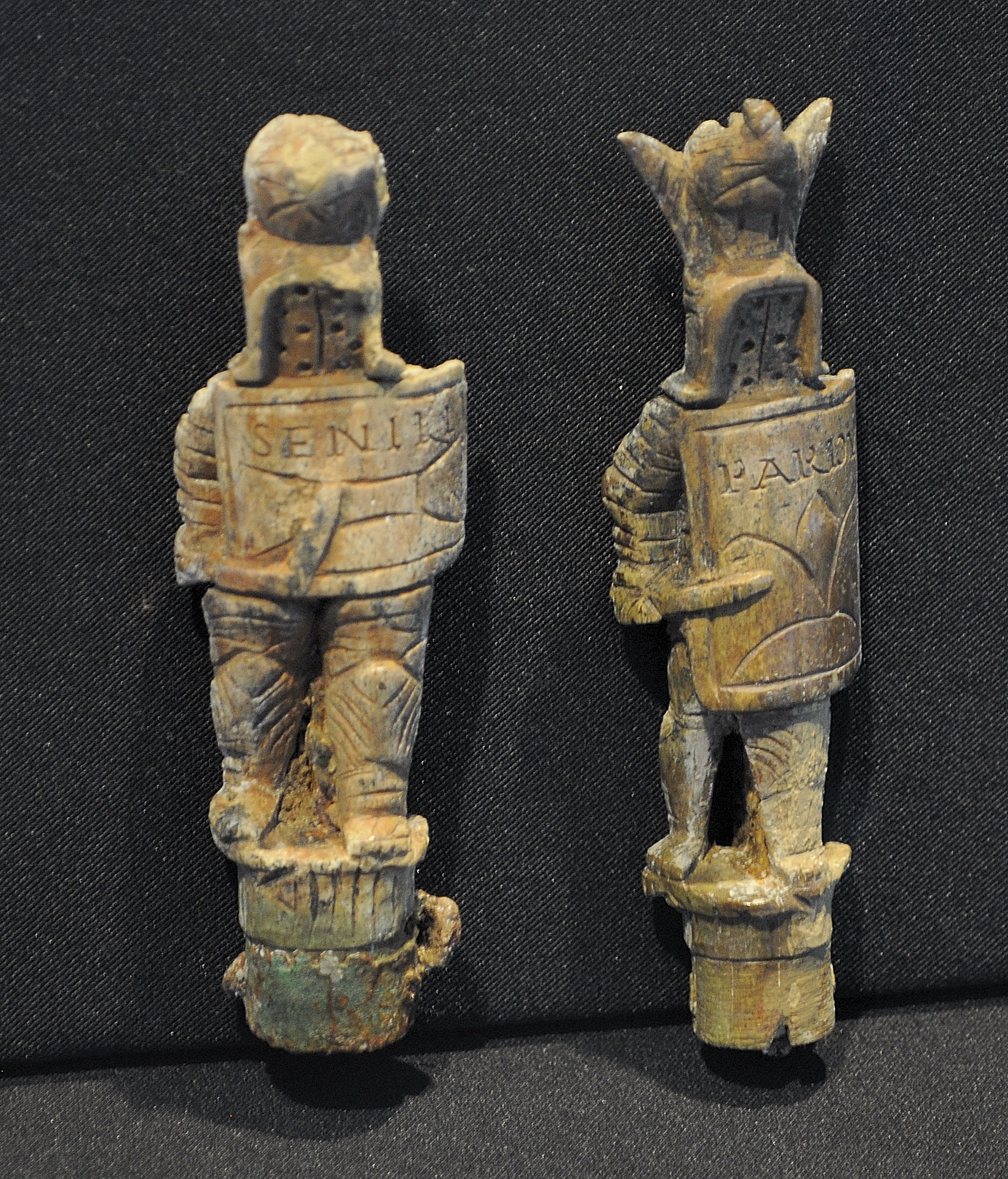
Senilis = Öreg (idős ember) és Pardus = Leopárd - gladiátorok  csontból faragott figurái zsebkések nyelén. A szombathelyi művészeti iskola területén 2006-ban végzett régészeti feltárás sírleletei közül kerültek elő. (Római Múzeum Osterburken külön kiállításán)